# Трибунал над Саддамом Хусейном
Трибунал над Саддамом Хусейном — специальный уголовный суд над бывшим иракским президентом Саддамом Хусейном и рядом его сподвижников.
Был учреждён 10 декабря 2003 года, с заявленной целью преследовать военных преступников, находящихся на службе у Саддама Хусейна. Официально начал свою работу 1 июля 2004 года, с передачи Саддама Хусейна и одиннадцати ближайших его соратников в руки правосудия.

## Создание
Режим Саддама Хусейна пал 17 апреля 2003 года, в ходе вторжения США и их союзников в Ирак.
Через несколько месяцев после этого, 4 декабря 2003 Багдадский окружной суд выдал ордер на арест Саддама Хусейна.
10 декабря 2003 года глава переходного правительства Ирака Абдель Азиз аль-Хаким объявил о создании специального трибунала, в котором будут идти судебные процессы над бывшими соратниками президента Ирака. Сам же Саддам Хусейн был арестован через несколько дней, 13 декабря 2003 года.
Первое заседание состоялось 1 июля 2004 года, на нём бывшему президенту Ирака и его сподвижникам огласили перечень обвинений, а первый полноценный судебный процесс (по делу «Эд-Дуджейль») начался 19 октября 2005 года.
Штаб-квартиру трибунала разместили в бывшей штаб-квартире Иракского отделения партии «Баас».

## Состав суда
Всего штат трибунала состоял примерно из 400 человек, из которых около сотни являлись судьями и адвокатами. Всем им были предоставлены телохранители, а их имена хранились в тайне. Тем не менее, участники трибунала неоднократно получали угрозы.
- Ризгар Мохаммед Амин — председатель Судебной палаты с 19 октября 2005 года по 24 января 2006 года. Ушёл в отставку.
- Салем Чалаби — председатель трибунала с 1 июля 2004 года. Арестован в августе 2004 года и снят с должности[9].
- Рауф Рашид Абдель-Рахман — председатель Судебной палаты от 24 января 2006 года.
- Раид аль-Джухи — судья, ведущий следствие.
- Парвиз Мухаммед Махмуд аль-Мерани — судья, ведущий следствие, убит 2 марта 2005 года[10].
- Саид Хамеш — заместитель председательствующего судьи. Был отстранён от должности ещё до начала первого судебного процесса, в связи с его членством в партии Баас.
- Мухаммед аль-Урейби — председательствующий судья на процессе по делу Анфаль[11]. Объявлен в розыск с 1 декабря 2009 года[12].
- Абдалла аль-Амери — бывший председательствующий судья на процессе по делу Анфаль. Снят с должности в сентябре 2006 года[13].

## Обвиняемые
| Имя                                     | Портрет                    | Основная должность | Приговор                                               |
| --------------------------------------- | -------------------------- | --- | ------------------------------------------------------ |
| Саддам Хусейн                           | (28.04.1937—30.12.2006)    | Президент Ирака Премьер-министр Ирака                                                                                                 | Смертная казнь                                         |
| Таха Ясин Рамадан                       | (22.02.1938—20.03.2007)    | Вице-президент Ирака | Пожизненное заключение (заменено на смертную казнь)    |
| Тарик Азиз                              | (28.04.1936—05.06.2015)    | Вице — премьер-министр Ирака Министр иностранных дел (1983—1991)                                                                      | Пожизненное заключение                                 |
| Ватбан аль-Тикрити                      | (1952—13.08.2015)          | Президентский советник Министр внутренних дел (1991—1995)                                                                             | Смертная казнь (не исполнена в связи со смертью)       |
| Барзан аль-Тикрити                      | (17.02.1951—15.01.2007)    | Президентский советник Глава разведки (1979—1983)                                                                                     | Смертная казнь                                         |
| Абед Хамид Махмуд                       | (21.09.1957—07.06.2012)    | Секретарь Саддама Хусейна | Смертная казнь                                         |
| Сабир ад-Дури                           |                            | Директор военной разведки, позже губернатор Кербелы и мэр Багдада                                                                     | Пожизненное заключение                                 |
| Али Хасан аль-Маджид                    | (30.11.1941—25.01.2010)    | Президентский советник Губернатор оккупированного Кувейта, позже Министр внутренних дел (1990—1991) Министр обороны Ирака (1991—1995) | Смертная казнь                                         |
| Султан Хашим Ахмад                      | (1945—19.07.2020)          | Министр обороны Ирака (1995—2003) | Смертная казнь (заменена на пожизненное заключение)    |
| Азиз Салих ан-Нуман                     | (1941 или 1944—30.01.2024) | Губернатор оккупированного Кувейта | Смертная казнь (не исполнена в связи со смертью)       |
| Аввад Хамид аль-Бандар                  | (02.01.1945—15.01.2007)    | Председатель революционного суда | Смертная казнь                                         |
| Мухаммед Азави Али                      |                            | Функционер партии «Баас» в Эд-Дуджейле                                                                                                | Оправдан                                               |
| Абдалла Казым Рувейд                    |                            | Функционер партии «Баас» в Эд-Дуджейле                                                                                                | 15 лет тюрьмы                                          |
| Мазхар Абдалла Рувейд                   |                            | Функционер партии «Баас» в Эд-Дуджейле                                                                                                | 15 лет тюрьмы (позже срок увеличен до 22 лет)          |
| Али Дия Али                             |                            | Функционер партии «Баас» в Эд-Дуджейле                                                                                                | 15 лет тюрьмы                                          |
| Хуссейн Рашид Мухаммед аль-Тикрити      |                            | Заместитель командующего вооружёнными силами                                                                                          | Смертная казнь (неизвестно, приведена ли в исполнение) |
| Фархан Мутлак аль-Джабури               |                            | Директор восточного отдела военной разведки                                                                                           | Пожизненное заключение                                 |
| Тахир аль-Аани                          |                            | Губернатор Мосула | Оправдан                                               |
| Валид Хамид Тауфик аль-Нассери          |                            | Командир Республиканской гвардии | 15 лет тюрьмы (выпущен на свободу в июле 2020)         |
| Ибрагим Абдель Саттар аль-Даан          |                            | Командир корпуса в Басре | Пожизненное заключение                                 |
| Айад ар-Рауи                            |                            | Командующий Республиканской гвардии, затем подразделением «Аль-Кудс»                                                                  | 15 лет тюрьмы                                          |
| Сабауи Ибрагим                          | (27.02.1947—08.07.2013)    | Директор мухабарат и директората общей безопасности Президентский советник                                                            | Смертная казнь (не исполнена в связи со смертью)       |
| Абдул Гафур Фулейх аль-Аани             |                            | Заместитель командующего вооружёнными силами                                                                                          | Неизвестно                                             |
| Айад Таха Шихаб ад-Дури                 |                            | Глава разведки | Неизвестно                                             |
| Латиф Мааль Хамуд аль-Сабауи            |                            | Губернатор Басры | Неизвестно                                             |
| Каис Абдель Раззак аль — Адхами         |                            | Командующий республиканской гвардии                                                                                                   | Неизвестно                                             |
| Саади Таама Аббас                       |                            | Министр обороны | 15 лет тюрьмы                                          |
| Тахир Джалиль Хаббуш аль-Тикрити        | (род. в 1950 г.)           | Руководитель разведки | Не был задержан                                        |
| Сайф ад-Дин Фулайи Хасан Таха аль-Равви |                            | Начальник штаба республиканской гвардии                                                                                               | Не был задержан                                        |
| Рафи Абдель Латиф Тилфах аль-Тикрити    |                            | Директор службы общей безопасности | Не был задержан                                        |
| Иззат Ибрагим ад-Дури                   | (1942-26.10.2020)          | Заместитель Председателя Совета революционного командования Ирака                                                                     | Не был задержан Умер 26 октября 2020 года              |

## Первое слушание
Подсудимые:
- Саддам Хусейн
- Таха Ясин Рамадан
- Тарик Азиз
- Ватбан аль-Тикрити
- Барзан аль-Тикрити
- Абед Хамид Махмуд
- Сабир ад-Дури
- Али Хасан аль-Маджид
- Султан Хашим Ахмад
- Азиз ан-Нуман
- Мухаммед аз-Зубейди
- Джамаль ат-Тикрити

Саддама Хусейна ведут в зал суда (1 июля 2004 года)

11 соратников Саддама ждут своего вызова. От конца в начало: Абед Хамид Махмуд, Джамаль ат-Тикрити, Барзан ат-Тикрити, Султан Хашим, Али Хасан аль-Маджид, Азиз ан-Нуман, Мухаммед аз-Зубейди, Ватбан ат-Тикрити и Сабер ад-Дури (1 июля 2004 года)

1 июля 2004 года состоялась передача бывшего президента Ирака Саддама Хусейна, а также 11 ближайших его сторонников в руки правосудия временного иракского правительства. Закованного в кандалы по рукам и ногам Саддама Хусейна двое конвоиров завели в зал суда в одном из помещений на территории международного аэропорта. Саддам выглядел исхудалым, мрачным, однако вёл себя достаточно уверенно и даже надменно. Впервые после его ареста 13 декабря 2003 года Саддам появился на телеэкранах. Судья следственного отдела Раид аль-Джохи объявил Хусейну перечень обвинений: применение газа против курдского населения в Халабдже (1988), где в один день погибло около пяти тысяч курдов; проведение военной операции «Аль-Анфаль» в 1988 году, в результате которой были уничтожены 80 курдских деревень; подавление восстания шиитов (1991); массовые захоронения (около 250); нападение на Кувейт (1990); уничтожение шиитских духовных лиц и иракских оппозиционных политических лидеров. Саддама также обвинили в преступлениях против человечности, что включает понятие преднамеренного убийства.
Саддам Хусейн отказался подписывать перечень предъявленных ему обвинений в отсутствие своих адвокатов. При этом он держался вызывающе и даже пытался выдвигать контробвинения. В частности, он спросил судью: как можно судить президента Ирака в условиях оккупации страны? Он также уточнил, будут ли его судить по тем законам, которые он подписывал. Саддам обратился к судье: «Ты служишь оккупантам и в то же время пытаешься судить меня по законам, которые я утверждал». Хусейн настаивал, чтобы к нему обращались как к президенту страны, заметив, что «гордится этим званием, поскольку уважает волю иракского народа, который избрал его на этот высокий пост». В ответ на протокольный вопрос о месте проживания, бывший диктатор высокомерно выразил убеждение, что он «живёт в каждом иракском доме». Президента США он назвал «подлым преступником», отметив, что суд над ним является спектаклем, что имеет целью повысить шансы Джорджа Буша на следующих президентских выборах.
Относительно оккупации Кувейта, Саддам Хусейн утверждал, что эта страна является частью Ирака, поэтому речь может идти о её присоединении, а не оккупации. В ответ на вопрос о мотивах развязывания войны против Кувейта, Хусейн ответил, что ему «нужно было чем-то занять свою армию». Самих кувейтцев Саддам Хусейн обозвал «собаками». Другим мотивом оккупации Кувейта было стремление Саддама защитить… честь иракских женщин. По его утверждению, «кувейтцы угрожали, что они принудят иракских женщин пойти на панель за 10 динаров». Эти заявления вызвали волну возмущения в Кувейте как на официальном уровне, так и среди рядовых кувейтцев. Министр информации Кувейта назвал Саддама Хусейна военным преступником, совершившим геноцид против иракского и кувейтского народов, и потребовал смертной казни для него.

## Судебные процессы

### Эд-Дуджейль
Эд-Дуджейль — селение неподалёку от Багдада, где в основном проживают шииты. 8 июля 1982 года на трассе, проходившей рядом с селением, неизвестными боевиками было совершено неудачное покушение на президента Ирака. Это была месть местных жителей за казнь в 1980 году шиитского духовного лидера Мухаммеда Бакр ас-Садра, выходца из этих мест. Саддам Хусейн чудом остался жив, погибли 11 его телохранителей. В результате были арестованы сотни жителей деревни, из которых 250 человек пропали без вести, 1500 попали в тюрьму, а 148 из них (все мусульмане-шииты) приговорены к расстрелу: за организацию, исполнение и недоносительство о покушении на главу государства. Арестованных лишили имущества, снесли их дома и сослали в пустынные районы на юго-западе страны. Оставшимся в живых разрешили вернуться обратно только спустя четыре года.
Процесс по делу Эд-Дуджейль начался 19 октября 2005 года и ознаменовал начало полноценного судебного процесса над Саддамом Хусейном.
Подсудимые:
- Саддам Хусейн
- Барзан Ибрагим аль-Хасан ат-Тикрити
- Таха Ясин Рамадан
- Аввад Хамид аль-Бандар
- Мухаммед Азави Али
- Абдалла Казым Рувейд
- Мазхар Абдалла Рувейд
- Али Дия Али

#### Первое заседание
Судья: Назовите, пожалуйста, своё полное имя и род занятий.
Саддам: Я не собираюсь вас утомлять лишними словами. Меня вполне устраивает, как вы ведёте дело. Но что касается всего остального, только Аллах ведает…
Судья: Назовите своё имя… У вас ещё будет время высказываться по другим вопросам.
Саддам: Вы меня знаете. Вы гражданин Ирака и вы должны знать, кто я… Я сохраняю свои конституционные права как президент Ирака. Я не буду отвечать этому так называемому суду. Кто вы? Что вы?
Судья: Мы иракский трибунал.
Саддам: И что, вы все — судьи?
Судья: Нам некогда вдаваться в детали. Можете сделать заявление, какое вы хотели. (Вопрос Саддама не случаен: Амин при прежнем режиме действительно был судьёй, а вот чем занимались остальные члены трибунала, неизвестно, поскольку неизвестны их имена).
Саддам: Я нахожусь в этом здании с 2:30. В 9 часов я переоделся в этот костюм. Мне велели снять его, потом надеть и проделывали это много раз.
Судья: Кто вы? Как вас зовут? Почему бы вам не сесть на место и не подождать, пока другие обвиняемые не назовут себя? А затем мы вернёмся к вам.
Саддам: Вы знаете меня. Вы — иракский гражданин и знаете, кто я такой. И я, знаете ли, не устал.
Судья: Существуют формальности. Нам необходимо услышать ваше имя от вас.
Саддам: Вы запретили мне иметь перо и бумагу, потому что бумага, похоже, способна напугать. Я не питаю злобы ни к кому из вас. Но во имя правды и уважения к воле великого иракского народа, который избрал меня, я не буду отвечать перед этим судом. Оставляю за собой свои права как президента Ирака. Вы меня знаете.
Судья: Это процедурный вопрос. Судья не может полагаться на собственное знание.
Саддам: Я не признаю группу, которая назначила и уполномочила вас. Агрессия — беззаконный акт, и то, что построено на беззаконии, тоже незаконно.
Саддам Хусейн всё-таки садится на место и судья зачитывает его имя, назвав Хусейна свергнутым президентом.
Саддам: Я сказал, я президент Ирака … Я не говорил «свергнутый» …
Следующее слушание было назначено на 28 ноября с тем, чтобы дать возможность защите подробнее ознакомиться с делом, а свидетелям — прибыть к месту суда.
На следующий после первого заседания день Саадун аль-Джанаби, один из двух адвокатов подсудимого Авада Хамида аль-Бандара (он возглавлял «Революционный Суд» при Саддаме и вынес 143 смертных приговора жителям Эд-Дуджейла), был похищен из собственного дома вооружёнными людьми в масках и форме иракских полицейских. Несколько часов спустя его труп с двумя огнестрельными отверстиями в голове нашли в городе Ур. 8 ноября защита понесла новые потери: на багдадской улице террористы расстреляли Аделя Зубейди, адвоката бывшего вице-президента Ирака Таха Ясина Рамадана; ещё один адвокат, ехавший в том же автомобиле, был ранен. В дальнейшем этот человек, Тамер аль-Кузаи, не устоял перед угрозами, покинул Ирак и попросил убежища в Катаре.
На слушании 28 ноября суд заслушал показания первого свидетеля — офицера разведки Ваддаха аль-Шейха, принимавшего участие в расправе над шиитами Эд-Дуджейла. Свидетель не дождался суда — он скончался от рака; его повествование было записано на плёнку. Саддам опять жаловался, что ему не дают письменных принадлежностей. Защита заявила, что ей требуется время, чтобы заменить убитых и раненого в своих рядах.
5 декабря перед судом предстал свидетель Ахмед Хассан Мохаммед, давший леденящие кровь показания о чудовищных средневековых пытках, которым саддамовская служба безопасности подвергала и врагов режима, и ни в чём не повинных людей, включая детей. По его словам, среди оборудования для пыток были гигантские машины-мясорубки, перемалывавшие живых людей. Саддам и его сводный брат Барзан Ибрагим ат-Тикрити (это его адвокат был ранен и бежал в Катар) сердито перебивали свидетеля.
6 декабря. Суду дают показания трое жертв бойни в Эд-Дуджейле. Их подлинные имена не оглашаются, из соображений безопасности они отвечают на вопросы из-за занавески, закрывающей их лица. Свидетель А. рассказывает, что сотрудники службы безопасности заставили её раздеться догола, избивали и пытали электрошоком, а затем на четыре года бросили в тюрьму Абу-Грейб. Судья спрашивает свидетеля, может ли она указать на кого-либо из обвиняемых как на непосредственного виновника её страданий. Она отвечает, что ответственность несёт Саддам как бывший глава государства.
Свидетель С. говорит, что провёл в застенке тюрьмы Абу-Грейб 11 месяцев вместе с родителями и сёстрами, что подвергался там регулярным избиениям и издевательствам: «Они приводили мужчин в женские камеры и заставляли их лаять по-собачьи».
Судья объявляет перерыв до следующего дня. Саддам заявляет, что устал, и посылает судью к чёрту.
7 декабря. Саддам отказывается присутствовать в судебном заседании — объявляет бойкот. Большая часть времени уходит на обсуждение вопроса, как быть дальше. В конце концов трибунал решает продолжать слушания в отсутствие Саддама. Показания из-за занавески даёт свидетель F. Он утверждает, что при его пытке присутствовал обвиняемый Барзан Ибрагим. Однако при перекрёстном допросе выясняется, что палачи завязали свидетелю глаза и о присутствии Ибрагима он знает со слов своего товарища по несчастью.
21 декабря. Саддам заявляет суду, что в заключении его избивали американские военнослужащие. Свидетель G. утверждает, что Барзан Ибрагим наблюдал, как его пытают, причём ел при этом виноград. Ибрагим выкрикивает с места: «Мои руки чисты!» Но свидетель и не говорил, что брат Саддама пытал его собственными руками.
24 января выяснилось, что у трибунала новый председатель: Ризгар Амин вышел в отставку, заявив, что представители правительства требуют от него большей жесткости к обвиняемым. Его место за судейским столом занял Рауф Абдул Рахман, тоже курд.

#### 29 января 2006 года
Новый судья Рауф Рашид Абдель Рахман в начале изменил порядок вызова обвиняемых. До сих пор Саддам Хусейн появлялся в суде последним, причём адвокаты и другие подсудимые встречали его стоя, демонстрируя уважение к бывшему президенту. На новом заседании суда судья пригласил экс-президента первым. Однако затем всё пошло не по сценарию судьи. С первых минут он вступил в перепалку с одним из адвокатов по процедурным вопросам. В самый разгар спора со своего места встал Барзан Ибрагим ат-Тикрити и попросил слова. Раздражённый судья посоветовал ему высказаться побыстрее и запретил делать политические заявления. Сводный брат Саддама кивнул в знак того, что понял, а затем громко и чётко обозвал суд «дочерью шлюхи». На этом телевизионная трансляция процесса прекратилась. Барзан Ибрагим аль-Тикрити попытался сделать пространное и подробное заявление о неудовлетворительном состоянии своего здоровья.
«Ещё одно слово, и я вас удалю!» — пригрозил Рауф Рашид Абдель Рахман и приказал Барзану Ибрагиму ат-Тикрити сесть. Тот отказался. Тогда судья потребовал вывести подсудимого, что охранники и сделали. «Долой предателей! Долой Америку!» — кричал со своего места Саддам Хусейн, пока его брата тащили к выходу. К нему присоединилась команда адвокатов. «Что это за уличная демонстрация?» — пытался перекричать председатель суда. «В своей стране в суде вы ведёте себя так же?» — вопрошал господин Абдель Рахман иорданского юриста Салеха аль-Армути из группы защиты. «В моей стране у подсудимых есть права!» — ответил иорданец. Судья обвинил его в подстрекательстве клиентов, пообещал выдвинуть против адвоката обвинение и удалил из зала заседаний. «Это несправедливый суд!» — заявил тогда глава команды защиты Халиль аль-Дулейми и повёл своих коллег к выходу. «Если вы уйдёте, я не допущу вас на следующие сессии», — кричал им вслед судья, но адвокаты не вернулись. Тогда суд назначил обвиняемым новых защитников. Но тут встал Саддам Хусейн и заявил, что такие адвокаты ему не нужны, а сам он хочет уйти.
Судья: Так уходите! Вы уйдёте лишь тогда, когда я это позволю!
Саддам: Это трагедия. Я был вашим лидером 35 лет, как вы можете теперь выгонять меня из зала суда.
Судья: Я судья, а вы обвиняемый. Вы обязаны подчиняться мне.
Охрана попыталась силой усадить Саддама Хусейна, но тот не подчинился, и судья был вынужден удалить экс-президента из зала. Демонстрируя солидарность с бывшим лидером, к выходу направился экс-вице-президент Ирака Таха Ясин Рамадан. После ухода Саддама и его адвокатов, судья назначил бывшему иракскому диктатору новых адвокатов, взамен ушедших, и продолжил заседание без него. Помимо этого решения, которое спровоцировало протест со стороны Саддама Хусейна, новый судья в своей вступительной речи сообщил, что теперь никто не будет делать официальных сообщений от имени трибунала, а распространять заявления для прессы и информировать мировую общественность о ходе процесса суд будет посредством сообщений по электронной почте.

#### 13 февраля
Новое заседание суда по делу свергнутого президента Ирака Саддама Хусейна и его семи приближённых началось с пожелания смерти членам суда и американскому президенту. Главный подсудимый, едва успев войти в зал суда, громко воскликнул: «Смерть агентам, смерть Бушу, да здравствует народ!» Кроме слов Саддама, внимание публики привлекла и его одежда — вместо ставшего привычным европейского костюма, он надел традиционную арабскую джаллябийю. Правда, пиджак сверху всё же накинул. Как объяснил сам подсудимый, таким образом он решил выразить протест против несправедливых, с его точки зрения, действий суда. Саддам пожаловался, что был вынужден прийти на заседание, хотя он сам и его товарищи вообще-то намеревались в дальнейшем бойкотировать процесс. Остальные обвиняемые вели себя спокойно, кроме Барзана Ибрагима ат-Тикрити, сводного брата Саддама, бывшего руководителя иракских спецслужб. Барзан Ибрагим не захотел добровольно зайти в зал заседаний и охрана была вынуждена применить силу. В отличие от других обвиняемых, которые были опрятно одеты, на Барзане Ибрагиме была нижняя рубаха, он был без обуви и без традиционного головного убора, в котором он был на первых заседаниях.
В зале заседания Барзан Ибрагим, как и Саддам Хусейн, принялся громко критиковать суд. Судья Рауф Рашид Абдель Рахман пытался начать заседание, но ему мешали крики Саддама и Барзана Ибрагима. Судья прибегнул к сильному аргументу — он громко повторил несколько раз фразу из Корана «Во имя Аллаха милостивого, милосердного», и сказал, что эта фраза сильнее всех криков обвиняемых. Саддам незамедлительно парировал, крикнув «Аллах велик!» Вместе со сводным братом Барзаном Ат-Тикрити Саддам потребовал сменить судью-курда. Заявив, что этот суд — не суд, а игра, бывший президент Ирака сосредоточился на юридических тонкостях, касающихся прав суда назначать адвокатов и принудительно приводить подсудимых на заседание. Саддам Хусейн сказал, что действия суда нарушают права подсудимых. Судья ответил, что суд действует в рамках закона.
После этого член судейской коллегии зачитал показания нескольких потерпевших — двадцати трёх, которые не смогли присутствовать на заседании. Имена потерпевших вслух не назывались. Согласно показаниям, потерпевшие и их родственники были арестованы и подвергнуты репрессиям в 1982 году после попытки покушения на Саддама Хусейна в окрестностях иракской деревни Эд-Дуджейль.

В ходе очередного скандала в зале суда, Барзан ат-Тикрити в знак протеста сел на пол спиной к судье

Препирательства между судьёй и обвиняемыми закончились тем, что судья дал им время высказаться. Барзан Ибрагим попросил у суда освободить его из-под стражи по состоянию здоровья (он болен раком). Кроме того, он заявил, что не хочет присутствовать на заседании без своих адвокатов. В дальнейшем, когда прокурор зачитывал показания потерпевших, Барзан Ибрагим сидел на полу спиной к суду. Судья Рауф Абдель Рахман заявил, что суд согласен на проведение медицинской экспертизы, после чего вернётся к рассмотрению просьбы Барзана Ибрагима.
Затем суд вызвал в качестве свидетеля бывшего главу президентской канцелярии Ахмада Хусейна Худейра Самараи. Бывший высокопоставленный чиновник заявил, что его доставили в суд против его воли, с завязанными глазами, что ему нечего сказать, и что он не годится на роль свидетеля. Прокурор, тем не менее, настоял на том, чтобы задать Самараи несколько вопросов, подчеркнув, что считает Самараи не свидетелем обвинения или свидетелем защиты, а свидетелем случившегося. Самараи сказал, что о событиях в Эд-Дуджейле он узнал только по сообщениям Би-би-си и слухам, сам же никаких подробностей не знает и ничего не помнит, поскольку с того времени прошло уже больше 20 лет. Самараи упорно называл Саддама Хусейна президентом, а прокурор поправлял его, предлагая формулировку «обвиняемый». Прокурор продемонстрировал суду ряд документов, где шла речь о репрессиях против жителей деревни Эд-Дуджейль. В документах была подпись Самараи, что тот и признал, однако продолжал настаивать на том, что ему нечего сказать по делу. Тем не менее, ему пришлось ответить на ряд вопросов прокурора, касающихся его работы на посту руководителя президентской канцелярии. При этом прокурор утверждал, что Самараи не мог не знать о событиях в деревне Эд-Дуджейль. Затем был вызван ещё один свидетель, который занимал крупный пост при Саддаме Хусейне — один из членов высшего офицерского состава иракских спецслужб Хасан Азбат Салидж аль-Убейди. Хасан аль-Убейди также заявил, что ему нечего сказать по делу. Как и предыдущий свидетель, Аль-Убейди был вынужден ответить на вопросы прокурора, который доказывал, что по должности Аль-Убейди, как и Самараи, должен был знать о репрессиях. Затем свидетелю задавал вопросы один из обвиняемых, Барзан Ибрагим. После этого судья объявил, что слушания продолжатся завтра.

#### 14 февраля
Начало заседания ознаменовалось очередным демаршем подсудимых. «Аллах велик, да здравствует арабская нация!» — закричал бывший президент, войдя в зал, и вскоре объявил, что он и другие обвиняемые три дня назад объявили голодовку протеста против манеры ведения суда Рауфом Абдель Рахимом и намерены её продолжить. Двоюродный брат бывшего президента Барзан ат-Тикрити, как и в предыдущий раз, снова появился в расстёгнутой на груди белой пижаме и тут же разразился пронзительным криком: «Я пожертвую кровь моих отца и матери за партию Баас!» Несколько раз подсудимые вступали в перепалку с судьёй. Когда в очередной раз Рауф Абдель Рахман попытался призвать Саддама Хусейна к порядку, стуча по столу деревянным молотком, бывший диктатор посоветовал ему «постучать самому себе по голове». Бывший вице-президент Таха Ясин Рамадан вновь выразил протест против отсутствия на процессе их адвокатов и заявил о неприятии назначенной судом группы государственных защитников. В ответ председатель суда заявил, что «адвокаты сами отставили своих подзащитных и уехали за рубеж», напомнив, что назначение государственных адвокатов было осуществлено в соответствии с законом, принятым в 1971 году.
В ходе этих слушаний выступили несколько свидетелей, в том числе — бывший сотрудник иракских спецслужб, имя которого не называлось, а голос был изменён модулятором; бывший заместитель руководителя иракской разведки, некоторое время работавший послом в Москве Фадель аль-Аззауи и бывший министр культуры Хамед Хаммади. Председатель суда над Саддамом Хусейном и членами его окружения Рауф Абдель Рахим объявил, что следующее заседание состоится 28 февраля.

#### 15 марта
После взрыва золотой мечети в городе Самарре в феврале 2006 года Саддам Хусейн решил поднять данную тему на следующем заседании суда 15 марта.
Саддам: Моя совесть мне говорит, что великий народ Ирака не имеет никакого отношения к этим подозрительным и страшным преступлениям, к взрыву гробницы имама Али аль-Хади и Хасана аль-Аскари… приведшим к сожжению мечетей в Багдаде, к сожжению храмов и других мечетей в городах Ирака.
Судья потребовал от него не превращать суд в политическую трибуну.
Саддам: Я глава государства.
Судья: Вы были главой государства. Теперь вы обвиняемый.
Саддам: Кровопролитие, которое они (американские оккупационные власти) принесли народу Ирака, лишь укрепило его решимость изгнать чужестранцев со своей земли и освободить страну… Иракцы должны сопротивляться оккупации и тем, кто эту оккупацию поддерживает, а не убивать друг друга… Иракцы, мужчины и женщины… те, кто взрывает храмы, являются преступниками, они покрыли себя позором.
Судья в истерике кричит: Прекратите политические речи! Это уголовный суд, мы не имеем никакого отношения к политике или к чему-либо подобному. Вы должны давать показания.
Саддам: Мы с Вами тут находимся именно из-за политики.
Хусейн продолжал своё заранее подготовленное выступление, которое временами прерывалось, так как судья несколько раз отключал ему микрофон. Саддам Хусейн назвал правительство США «преступниками, которые пришли под предлогом поиска оружия массового поражения и установления демократии».
Судья: Вы являетесь обвиняемым в важном уголовном деле об убийстве ни в чём не повинных людей. Извольте отвечать на это обвинение.
Саддам: А кого сейчас убивают в Багдаде? Разве эти люди в чём-либо повинны? Разве они не иракцы?.. Только вчера в Багдаде нашли 80 убитых иракцев. Ведь они тоже невинные люди!
Судья: Суд объявляет заседание тайным и закрытым.
После этого журналисты удалились из зала заседания.

#### 5 апреля
Бывший президент Ирака вновь вступил в перепалку с судьёй.
Саддам Хусейн: Вы боитесь министра внутренних дел, но его не боится даже моя собака. Да, господин Рауф.
Судья: Я не господин! Я судья!
Саддам Хусейн: Не знаю, в этом ещё надо убедиться.
Судья: Я, между прочим, дипломированный юрист, я учился. Вам что, показать мой диплом?
Саддам Хусейн: И что? Вы думаете, что можете учить меня тому, что я должен говорить. Вы были никем. Юристом вас сделал я, Саддам, о котором народ теперь слагает легенды.
После этого Хусейн начал читать стихи о себе. Стихотворение целиком смогли услышать только присутствующие в зале, так как судья сразу же отключил звук трансляции. По крайней мере, заседателей творчество Саддама заставило рассмеяться.

#### 24 мая
24 мая бывший вице-премьер Ирака Тарик Азиз дал показания в защиту Саддама. Президент невиновен, как и другие чиновники правительства, потому что они наказали тех, кто пытался убить главу государства", — заявил Азиз. Азиз напомнил, что в 1980 году сам пережил покушение. Он получил ранения, когда в университете Багдада были взорваны несколько ручных гранат. Азиз назвал этот теракт массовым убийством, заявив, что в результате взрывов погибли десятки студентов. Бывший вице-премьер отметил, что представители шиитской партии «Аль-Дава», организовавшей покушение, сегодня входят в правительство Ирака. Помимо Азиза, на судебном заседании 24 мая выступили ещё пять свидетелей. Затем председательствующий на процессе судья объявил перерыв до 29 мая.
Линия защиты сводилась к тому, что на главу государства было совершено покушение и ответ государства был правомерным и оправданным. Возможно, некоторые подчинённые и перестарались, но первое лицо не может нести ответственность за допущенные ими эксцессы насилия. «Мне больно слышать, что кому-то из иракцев сделали больно», — сказал на одном из заседаний Саддам.
В конце концов обвинение представило трибуналу расстрельный список, утверждённый подписью Саддама, и заключение почерковедческой экспертизы, подтверждающее аутентичность подписи. Кроме того, были представлены документы, подтверждающие, что 28 казнённым не исполнилось 18 лет и по иракскому закону их нельзя было казнить. Защита тотчас засомневалась в независимости экспертов и заявила, что свидетельства о рождении можно и подделать.
В июне прокуроры потребовали для Саддама позорной смертной казни — через повешение. Бывший президент Ирака выслушал это обвинительное заключение с улыбкой, и в очередной раз потребовал от суда уважения: «Помните, что Саддам Хусейн — военный. Я предпочитаю смерть от пули, а не от виселицы. Такой казни заслуживает лишь обыкновенный преступник».
27 июля состоялось последнее судебное слушание. Саддам на нём не присутствовал. Накануне он появился в суде заметно осунувшимся после очередной кратковременной голодовки и заявил, что его насильно подняли с одра болезни. Он сказал также, что если уж ему суждено умереть, то приговорить его следует к расстрелу, а не к повешению. Обращаясь к судье, он сказал: «Я вам хочу сказать, что если вам как иракцу придётся приговорить Саддама Хусейна к смерти, то вы должны помнить, что Саддам Хусейн — военный. — Следовательно, казнь должна быть осуществлена путём расстрела, а не повешения — как поступают со всеми другими преступниками. Как иракец, вы обязаны выполнить это требование».

#### Приговор
Накануне оглашения приговора в Багдаде были введены жёсткие меры безопасности. В самой столице и окружающих город провинциях (в том числе провинции Салахуддин, в которой находится Тикрит, родной город экс-диктатора) был введён 12-часовой комендантский час, международный аэропорт иракской столицы закрылся на неопределённое время, правительство отменило отпуска военнослужащих и полицейских и объявила о приведении всех подразделений в состояние повышенной боеготовности. Меры безопасности были усилены на всех контрольных пунктах вдоль основных магистралей. Власти увеличили численность полицейских и американских военнослужащих, занятых в патрулировании городских улиц. МВД Ирака заявило, что любые проявления насилия будут решительно пресекаться. Выражающие поддержку Саддаму сунниты пообещали устроить кровопролитие в случае вынесения их экс-лидеру смертного приговора. В то же время, если приговор окажется более мягким, активное недовольство могут проявить шииты, которые подвергались гонениям во время правления Саддама и занимают ключевые позиции в правительстве после его свержения.
Трансляцию судебного заседания, на котором был объявлен приговор, с задержкой в 20 минут вели арабские спутниковые телеканалы. В самом начале заседания Высшего уголовного суда Ирака судья удалил из зала бывшего министра юстиции и генерального прокурора США Рамси Кларка, возглавляющего международную группу адвокатов Саддама, после того как он предъявил судье меморандум, в котором назвал суд пародией.
Приговор был оглашён 5 ноября 2006 года.

##### Мухаммед Аззави Али
Функционер партии Баас в Эд-Дуджейле Мухамед Азави Али был оправдан трибуналом из-за недостаточности улик и освобождён из зала суда.

##### Абдалла Казым Рувейд, Мазхар Абдалла Рувейд и Али Дия Али
Бывшие партийные чиновники Абдалла Рувейд и Али Дия Али признаны виновными в умышленных убийствах и приговорены к 15 годам лишения свободы. Бывший ветеран партии Баас, Мазхар Рувейд приговорён к 15 годам лишения свободы за умышленное убийство и к семи годам лишения свободы за применение пыток.

##### Таха Ясин Рамадан
Признан виновным в совершении умышленного убийства, депортации, пыток и других бесчеловечных актах. Он был приговорён к пожизненному тюремному заключению, а также к трём другим срокам лишения свободы от семи до десяти лет. Обвинение опротестовало этот приговор и потребовало для бывшего вице-президента смертной казни. 12 февраля Рамадана приговорили к повешению за преступления против человечества, а 15 марта иракский апелляционный суд оставил в силе смертный приговор, вынесенный Рамадану. Ещё на суде Рамадан, услышав приговор, закричал: «Бог свидетель, я невиновен! Пусть Бог поможет мне! Пусть Бог отомстит тем, кто отдал меня в руки несправедливого суда!» Новый приговор вызвал возмущение правозащитной организации Human Rights Watch, утверждающей, что обвинение не представило достаточно доказательств вины Рамадана.

##### Аввад Хамид аль-Бандар
Суд вызвал Аввада Хамида аль-Бандара. Бывший глава революционного суда вошёл в зал заседания и уселся в кресло. Председатель трибунала попросил его встать, что тот и сделал. Суд признал его виновным в совершении умышленного убийства и приговорил к смертной казни через повешение.

##### Саддам Хусейн
Наступила очередь бывшего президента Ирака. При вызове в суд, Саддам Хусейн, одетый в свой тёмный костюм и белую рубашку, держа при себе Коран, вошёл в зал суда и сел на своё место.
Судья: Встаньте пожалуйста, слушайте приговор стоя.
Саддам: Что?
Судья: Мы будем зачитывать приговор, выслушайте его стоя.
Саддам: Я его выслушаю.
Судья: Стоя.
Саддам: Нет, нет, сидя. Я не встану.
Судья охранникам: Заставьте его встать.
Саддам охраннику: Не трогай меня.
Председатель суда начал зачитывать приговор: Суд решил приговорить Саддама Хусейна аль-Маджида к смертной казни через повешение…
Саддам, прерывая судью: Да здравствует иракский народ. Да здравствует великая нация. Смерть её врагам! Аллах велик!
Судья, ударяя молотком: … за преступления против человечности, признан виновным в соответствии со статьями … Иракский Верховный трибунал …
Саддам, продолжая выкрикивать: Долой захватчиков. Аллах велик! Аллах велик! Аллах велик! Аллах велик! Аллах велик! Аллах велик! К чёрту ваши статьи и положения …Вы слуги оккупантов! Да здравствует иракский народ и смерть его врагам!
Когда судья зачитывал вердикт, руки экс-президента, в которых он держал Коран, заметно дрожали.

##### Барзан ат-Тикрити
Последним вердикт и приговор выслушал двоюродный брат Саддама Хусейна Барзан ат-Тикрити, экс-глава разведслужб. Он также был приговорён к смертной казни через повешение и к 10 годам тюрьмы. На этом процесс Эд-Дуджейль закончился.

### Анфаль
«Аль-Анфаль» — войсковая спецоперация по зачистке северных районов Ирака от курдских повстанческих отрядов «Пешмерга» (в переводе «Идущие на смерть») с февраля по сентябрь 1988 г. Операция была проведена после получения информации о том, что курды и иранская армия сражались рука об руку на севере Ирака против иракской армии. Она состояла из восьми плановых рейдов, каждый из которых длился две недели. В ходе этих рейдов армия уничтожила 3 тыс. курдских поселений. Тогда погибли от 100 до 180 тыс. человек, 80 тыс. курдов стали беженцами. Тысячи человек были арестованы и до сих пор считаются пропавшими без вести. Многие были брошены в концлагеря. Населённые пункты подверглись ковровым бомбардировкам. Многие города и деревни были обстреляны химическими снарядами и нервно-паралитическим газом.
Подсудимые:
- Саддам Хусейн
- Али Хасан аль-Маджид
- Султан Хашим Ахмад
- Хусейн Рашид Мухаммед
- Сабер ад-Дури
- Фархан Мутлак аль-Джабури
- Тахир аль-Аани

### 12 сентября 2006
Бывший президент Ирака Саддам Хусейн на возобновившемся суде оправдал действия своего режима в отношении курдов «необходимостью борьбы с повстанцами, посягнувшими на целостность и устои государства». Экс-глава государства предложил трибуналу привлечь к судопроизводству «независимых международных экспертов, например, из Швейцарии, но только не из США» для беспристрастного изучения останков погибших, а также документов, касающихся «дела Аль-Анфаль». Саддам подчеркнул, что «вещи надо называть своими именами». «Пешмерга на самом деле являлись повстанцами. Разве бывали в истории случаи, когда государство не реагировало бы на попытки заговора против него», — сказал Саддам.
Бывший руководитель военной разведки Ирака Сабер ад-Дури, занявший место на скамье подсудимых вместе с Саддамом Хусейном, в свою очередь, отметил, что на стороне государства в те годы сражались 250 тыс. бойцов курдского народного ополчения. В то же время число пешмерга не превышало 15 тыс. боевиков. При таком соотношении вряд ли можно говорить, что они представляли интересы курдского народа, отметил ад-Дури.

### 26 сентября
На заседании суда Саддам стал перебивать выступление других участников процесса, заявив, в частности, что ему «надоело сидеть в этой клетке». Несколько минут судья пытался заставить Саддама «уважать процедуры и не перебивать выступающих», а затем дал указание охране вывести подсудимого. «Саддам Хусейн все время напоминает суду, что он доктор юриспруденции, а сам не уважает закон», — сказал судья.

### 28 января
На возобновившихся в Багдаде слушаниях по делу «Аль-Анфаль» Химический Али вновь подчеркнул, что является единственным, кто несёт ответственность за «зачистки» в курдских деревнях. Однако, по словам аль-Маджида все действия против курдских мятежников были абсолютно легитимными, поскольку курды встали на сторону Ирана во время ирано-иракской войны. По сути, Али Хасан аль-Маджид повторил свою позицию в отношении выдвинутых против него обвинений. На двух предыдущих заседаниях он уже заявлял, что операция была направлена на то, чтобы положить конец мятежам курдов на севере Ирака, которые действовали против правительства. Химический Али сказал: «Если я совершил какое-либо преступление против кого-либо из иракцев, то готов извиниться перед ним. Однако я не защищаю себя и не собираюсь приносить извинения, поскольку не допустил ни одной ошибки, за которую должен просить прощения».
На слушаниях обвинение представило около 30 документов, датируемых летом 1987 года, в которых приводятся новые свидетельства уничтожения курдских деревень и их жителей, которых насильственно выдворяли из домов. В частности, в одном из них, содержатся направленные армейскому руководству приказы казнить всех проникших в «запретные зоны» курдов в возрасте от 15 до 70 лет «без суда, после проведения расследования для сбора информации». «Все приказы были отданы мною лично», — сказал Химический Али, отметив, что подобные распоряжения давались, поскольку этот район был заполнен иранскими агентами. Он также отметил, что ряд курдских представителей сотрудничали с ним в их выполнении.

### Приговор

#### Тахир аль-Аани
Высший уголовный трибунал Ирака снял обвинения с бывшего губернатора города Мосул Тахира Тауфика аль-Ани из-за недостаточности улик.

#### Али Хасан аль-Маджид
Али аль-Маджид, сильно ослабленный диабетом, с трудом стоял в течение 18 минут, пока судья зачитывал заключение о признании его виновным в геноциде, военных преступлениях и преступлениях против человечности.
Судья: «У вас у всех была гражданская и военная власть в Северном Ираке.
Судья, обращаясь к Али Хасану: Вы подвергали их (курдов) систематическим масштабным нападениям с применением химического оружия и артиллерии. Вы возглавили убийства иракских сельских жителей. Вы их осадили в их собственных деревнях и селах, вы сожгли их сады, убили их животных. Вы совершили геноцид».
Судья зачитывает приговор: Подсудимый Али Хасан аль-Маджид приговаривается к смертной казни через повешение за преднамеренное убийство и причинение серьёзного физического и морального вреда членам определённой группы, а также создание условий жизни, которые ставили целью частичное или полное уничтожение этой группы, что является геноцидом. Приговор вынесен с согласия судей и в их присутствии, он может быть обжалован в установленные сроки. Оглашение приговора состоялось 24 июня 2007 года.
Когда судья зачитывал приговоры, Али стоял неподвижно, не реагируя, в то время как остальные, услышав вердикт, начали протестовать.
Али Хасан: Спасибо тебе Аллах, теперь я пойду.
После этого, повернувшись, Али Хасан аль-Маджид направился к выходу из зала суда. Однако после вынесения приговоров представители иракских судов сообщили, что процессы будут продолжаться.

### Интифада Шаабания
Шиитское восстание в Ираке 1991 г. или «Интифада Шаабания» — это массовое вооружённое выступление мусульман-шиитов с марта по апрель 1991 г. с целью свержения режима С.Хусейна. После того, как иракская армия была выбита из Кувейта президент США Джордж Буш-старший призвал иракцев восстать против своего лидера и шииты юга Ирака взялись за оружие. Восстание охватило Басру, Кербелу, Эн-Наджаф, Эд-Диванию, Эль-Хиллу, Ханекин и даже багдадские районы Мадинат-ас-Саура, Казымия, Шуула, Атайфия, Каррада-Шаркийя (из 18 провинций страны Саддам контролировал только четыре). Шииты просили американцев их поддержать. Но тогда администрация Джорджа Буша-старшего не стала вмешиваться во внутрииракский конфликт. И позволила Али аль-Маджиду, возглавлявшему карательную операцию, утопить восстание в крови. На подавление восстания правительство бросило отборные армейские части, авиацию, артиллерию, танки, применил напалмовые и фосфорные бомбы и снаряды. В ходе восстания армия обстреливала святые для мусульман-шиитов гробницы и мечети из артиллерийских орудий. В результате боевых действий 130 тыс. шиитов погибли и 500 тыс. человек вынуждены были бежать в Иран. После свержения Саддама Хусейна по стране были найдены более 250 массовых захоронений. Документальных свидетельств этих событий, за исключением некоторых аудиоматериалов, почти не осталось — большинство имеющих отношение к делу записей были уничтожены по личному распоряжению Хусейна.
Подсудимые:
- Али Хасан аль-Маджид
- Султан Хашим Ахмад
- Хусейн Рашид Мухаммед
- Абед Хамид Махмуд
- Валид Хамид аль-Нассери
- Ибрагим Абдель Саттар аль-Даан
- Айад ар-Рауи
- Сабауи Ибрагим
- Сабир ад-Дури
- Абдул Гафур Фулейх аль-Аани
- Айад Таха Шихаб ад-Дури
- Латиф Мааль Хамуд аль-Сабауи
- Каис Абдель Раззак аль — Адхами
- Саади аль-Джабури

### 22 августа 2007
На возобновившихся слушаниях главный судья Мухаммед аль-Урейби выгнал бывшего командующего элитной Республиканской гвардией Айяда ар-Рауи за «нарушение порядка в суде». Спустя полчаса по этой же причине за ним последовал экс- министр обороны Султан Хашим Ахмед ат-Таи. Досталось и другим подсудимым, которых аль-Урейби, возглавлявший процесс по делу «Аль-Анфаль» и известный своей жесткой позицией в отношении бывшего режима, настоятельно попросил не переговариваться и не сидеть, скрестив ноги.

### 24 августа
Трибунал заслушал показания нескольких свидетелей, рассказавших о личном участии в расправах над шиитами одного из обвиняемых — двоюродного брата Саддама Али Хасана аль-Маджида, известного также как «Химический Али». По словам очевидцев, на счету бывшего главы МВД — расстрелы около 20 арестованных в Басре по показаниям доносчиков и другие подобные инциденты, в том числе приказы сбросить допрашиваемых с вертолёта в воды Персидского залива.

### 25 сентября
На заседании Высшего иракского уголовного трибунала по делу о жестоком подавлении «антиправительственного» восстания шиитов в 1991 году продолжилось заслушивание показаний свидетелей обвинения. Один из них рассказал, что на его глазах солдаты застрелили его двоюродного брата, а самого отвезли в Багдад и бросили в тюрьму, где долго пытали. Другой поведал о том, как военнослужащие элитной Революционной гвардии врывались в дома жителей города, хватали их и издевались над ними, хотя они не совершили ничего противоправного против властей страны. Показания давались из-за ширмы. «Химический Али» постоянно перебивал со своего места свидетелей, утверждая, что все это — «ложь и клевета».

### Приговор
Приговор был вынесен 2 декабря 2008.

## Завершение работы
В 2011 году был внесен проект о роспуске трибунала, в связи с завершением основных судебных процессов. Однако, функционирование специального суда продолжилось.

### Статьи
- Последняя линия обороны Саддама
- Кто заплатит за кровь?

### Видеоматериалы
- Саддам Хусейн в деревне Эд-Дуджейль во время покушение (8 июля 1982)
- Приговор по делу Эд-Дуджейль (Мухаммед Аззави Али)
- Приговор по делу Эд-Дуджейль (Трое функционеров партии «Баас»)
- Приговор по делу Эд-Дуджейль (Саддам Хусейн)
- Приговор по делу Эд-Дуджейль (Барзан ат-Тикрити)
- Приговор по делу Анфаль (Химический Али)
- Приговор по делу Анфаль (Султан Хашим)